# Oktjabr'skij (Oblast' di Rjazan')
Oktjabr'skij (in russo Октябрьский?) è un insediamento di tipo urbano della Russia europea centrale, situato nel distretto Michajlovskij dell'oblast' di Rjazan'.
Si trova sul fiume Pronja, a sud-ovest di Rjazan'.